# Arent Silfversparre
För lagmannen, se Arent Silversparre
Arent Fredrik Herman Silfversparre, född 8 augusti 1856 på Ekenäs, Blacksta socken, Södermanlands län, död 26 februari 1902 i Karlskoga, var en svensk uppfinnare, artillerikonstruktör, överingenjör och tecknare.

## Uppväxtår och studier
Arent Silfversparre tillhörde den adliga ätten Silfversparre nummer 99, som yngre son till underlöjtnanten friherre Carl Johan Oscar Silfversparre och Eva Nadeschda Groen och från 1886 gift med Vivi Widebeck samt far till Carl Arent Silfversparre och bror till kemigrafen Warner Silfversparre.
Efter tekniska elementärstudier i Norrköping 1872–1873 och praktikarbete vid Atlas mekaniska verkstäder i Södertälje 1873–1875 studerade han vid Kungliga Tekniska högskolans fackskola för bergsmekanik 1875–1879 och var därefter anställd som ritare av professor Carl Arendt Ångström och Thorsten Nordenfelt 1879–1880. Han genomförde en stipendieresa i utlandet 1880 och kom då i kontakt med Nordenfelts Guns and Ammunition i London där han var anställd som ingenjör och konstruktör 1880–1885.

## Karriär
Silfversparre kom till AB Bofors-Gullspång, som nyligen börjat ge sig in på kanontillverkning i konkurrens med Finspångs bruk, baserat på bättre stålkunnande. Han var där anställd först som konstruktör och föreståndare för kanonverkstaden (som invigts 1884), och därefter, från 1894, som överingenjör och teknisk chef för hela det stora bruket med dess varierande tillverkning. Från 1896 till 1902 satt han i bolagets styrelse. Han var vid denna tid bosatt i Bofors som då var ett köpinglikt samhälle.
Silfversparre gjorde stora insatser i fråga om höjandet av stålindustrin i Sverige samt var en synnerligen framstående konstruktör av krigsmateriel. Så t.ex. fick den av honom konstruerade kanonmekanismen med så kallad ogivalskruv – en av de första säkert funktionerande snabbeldsmekanismerna – allmänt erkännande såväl inom som utom Sverige samt antogs på 1890-talet för flertalet av svenska och danska flottornas kanoner. Till följd av det starka uppsving, som under 1890-talet ägde rum inom svenska flottan, kom han att framför allt att koncentrera sig på kust- och sjöartilleriet. Fältet för hans verksamhet var vid denna tid rikare än någonsin, för hela artilleritekniken undergick just då en förändring, som karakteriserades av övergång till snabbskjutande pjäser med väsentligt större ballistisk effekt än förut. Silfversparre konstruerade vid denna tid så gott som alla för svenska flottan antagna 37 mm-, 12 cm-, 15 cm- och 21 cm-kanoner samt därjämte kustartilleriets 24 cm-kanoner i själfsänkande lavettage och 12 cm-kanoner i pansartorn.
Silfversparre uppskattades av Alfred Nobel för sin mekaniska erfarenhet och var dessutom initiativtagare till en idrottsförening för de bruksanställda samt ledare av skidtävlingar.

## Död
Under en provskjutning vid Bofors med en ändrad 15 cm-kanon och under en snabbeldsserie råkade ett skott genom någon felaktighet i mekanismen (som ej tillhörde någon av hans egna konstruktioner utan hade konstruerats av Marinförvaltningen) gå av, innan mekanismen hunnit stängas. Följden blev att tre personer ögonblickligen dödades och fem sårades, bland dem Silversparre, som avled två dagar därefter, 26 februari 1902. Skjutolyckan skedde på Bofors skjutbana, som anlagts 1886 på Tuggenområdet norr om Bofors station.

## Familj
Silfversparre var gift med Octavia Elisabeth Widebeck. Deras yngsta dotter blev gymnastikdirektör i Lyon, den andra dottern lärare. Deras fem äldsta söner blev instrumentmakare och ingenjörer och den yngste sonen sysslade med skogsvetenskap. Han räknades som en skicklig tecknare och har efterlämnat en rad teckningar och skissböcker med blandade konstruktiva hugskott och idéer för nya teckningar med motiv hämtade från vardagslivet. Makarna Silfversparre är begravda på Gamla kyrkogården i Strängnäs.